# Booker Pittman
 (octobre 2019).
Booker Pittman ou Pitman, né le 3 mars 1909 à Fairmount Heights (Maryland) et mort le 19 octobre 1969 à Rio de Janeiro au Brésil, est un clarinettiste de jazz américain.  
Il a joué avec les plus grands tels Louis Armstrong et Count Basie dans les années 1920 et 1930. Il est également saxophoniste alto et soprano. 

## Biographie
Fils de Portia Pittman et petit-fils de Booker T. Washington, il quitte les États-Unis pour la première fois en 1933 lorsqu'il se rend en France avec l'orchestre de Lucky Millinder. Il y resta quatre ans. Au cours de cette période, il rencontre un musicien brésilien du nom de Romeo Silva qui lui fait visiter le Brésil avec d’autres musiciens. 
En 1937, Booker s'installe au Brésil, où il est surnommé Buca, et y poursuit sa carrière musicale en jouant au casino Urca. Il a vécu à Copacabana et s'est lié d'amitié avec Jorge Guinle et Pixinguinha. Il a également joué dans d'autres pays, comme l'Argentine. 
En octobre 1969, il meurt à l'âge de 60 ans chez lui à Vila Nova Conceição, un quartier de São Paulo. Sur l'ordre de sa femme Ofélia, il est transféré à Rio de Janeiro où il est enterré au Cemitério São João Batista, dans le quartier de Botafogo . 
Sa belle-fille Eliana Pittman est une chanteuse et actrice brésilienne de jazz. 